# Ștefan Andreescu
Ștefan Andreescu (n. 12 iunie 1947, București,  - d. 28 nov. 2024, Bucureşti România) a fost un istoric român.

## Viața și activitatea
Studiile secundare le-a urmat la București, la fel și cele universitare, absolvind Facultatea de Istorie a Universității din București în anul 1970.
Teza sa de doctorat, „Relațiile politice dintre Țara Românească, Moldova și Transilvania în perioada 1526-1593”, a fost susținută în 1978, la Institutul de Istorie „Nicolae Iorga”. În anul 1980 teza a fost tipărită sub titlul Restitutio Daciae, la Editura  Albastros. Lucrarea a fost continuată, astfel, au mai apărut încă două volume, tipărite la aceeași editură, unul apărut în 1989, iar celălalt în 1997.
A fost redactor stagiar la revista Magazin istoric în perioada 1970-1972. Din august 1972 lucra la Institutul de Istorie „Nicolae Iorga” al Academiei Române, unde, mai întâi era redactor și secretar de redacție la Revue Roumaine d'Histoire până în 1995. Apoi a lucrat în cercetare, în 1997 fiind avansat Cercetător principal I (astăzi Cercetător științific I).
A fost un medievist. L-a preocupat istoria politică și culturală românească, în context sud-est european, explicând în articolele sale unele evenimente rămase până acum obscure istoriografiei.
În 1994 a fost conferențiar la Facultatea de Științe Politice în cadrul Universității din București, unde a predat istoria politică a românilor până în 2008. În 1998 a fost avansat de către Senatul Universității la gradul de Profesor titular. În perioada 2001-2016 a fost directorul programului „Europa Centrală, țările române și Marea Neagră” în cadrul Institutului de Istorie „Nicolae Iorga”. 
Între 1997-2001 a fost membru al Comisiei Naționale a Monumentelor Istorice din România. În 2000 a fost membru al Comisiei de subvenții pentru carte. Între aprilie 2008 - martie 2009  a făcut parte din Comisia prezidențială pentru patrimoniu cultural și natural.
Ștefan Andreescu a scris 10 volume și peste 200 de articole, studii și recenzii. 
A fost redactor șef al periodicului Studii și materiale de istorie medie și membru al Colegiului de redacție a periodicului Analele Putnei. A fost membru fondator al Institutului de genealogie și heraldică „Sever Zotta” din Iași. Totodată, a fost membru fondator și al Societății europene pentru istoria Mării Negre.

## Opere
- Dobruș banul și ctitoriile sale, în Glasul Bisericii (1962)
- Data zdirii Polovragilor, în Mitropolia Olteniei (1963)
- Ctitorii de la Polovragi, în Mitropolia Olteniei (1964)
- Mănăstirea Gruiului (Contribuții documentare), în Glasul Bisericii (1965)
- Data primului incendiu la Putna, în Mitropolia Moldovei și a Sucevei (1966)
- Observații asupra pomelnicului mănăstirii Argeșului, în Glasul Bisericii (1967)
- Identificarea portretelor din naosul bisericii de la Stănești (Vâlcea), în Mitropolia Olteniei (1968)
- O biserică din secolul al XV-lea: Dragomirești, în Glasul Bisericii (1969)

- Portretele murale de la Snagov și Tismana, în Biserica Ortodoxă Română (1970).
- Un pictor necunoscut din veacul al XI-lea: Andrei Zugravul, în Mitropolia Olteniei (1971)
- La politique de Mircea de Pâtre, în Revue des Études Sud-Est Européennes (1972)
- Considérations sur la date de la première chronique de Valachie, în Revue Roumaine d'Histoire  (1973)
- Les débuts de l'historiographie en Moldavie, în Revue Roumaine d'Histoire  (1973)
- Limitele cronologice ale dominației otomane în țările române, în Revista de Istorie (1974)